# Pedicularis tsekouensis
Pedicularis tsekouensis är en snyltrotsväxtart som beskrevs av Bonati. Pedicularis tsekouensis ingår i släktet spiror, och familjen snyltrotsväxter. Inga underarter finns listade i Catalogue of Life.